# パウル・シュピーゲル

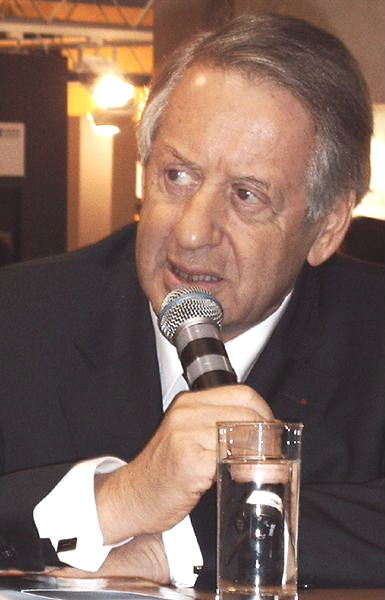
パウル・シュピーゲル（2005年）

パウル・シュピーゲル（ヘブライ語: פאול שפיגל, ドイツ語: Paul Spiegel、本名Jitzhak Ben Chaim Paul Spiegel イツハク・ベン・ハイム・パウル・シュピーゲル）、 1937年12月31日 - 2006年4月30日）は、ドイツのジャーナリスト。ドイツのドイツ・ユダヤ人中央評議会の議長を務めた。ホロコースト生還者である。

## 経歴
ヴェストファーレンのフェアスモルト生まれ。ナチスの台頭に伴い、ユダヤ人である一家は近くの農村に隠棲する。さらに1938年の「水晶の夜」ののち、一家でブリュッセルに移る。自身はある農家に隠れて難を逃れたが、姉妹のRosaは逮捕され、後にベルゲン・ベルゼン強制収容所で死去。父も逮捕され、ブーヘンヴァルト強制収容所、アウシュヴィッツ＝ビルケナウ強制収容所、ダッハウ強制収容所などに収容されたが生き残り、シュピーゲルと母は戦後になって父と再会できた。第二次世界大戦の終結後、一家はドイツの故郷に戻る。父はそこでシナゴーグを再建した。
1958年からデュッセルドルフの新聞『ユダヤ週刊新聞』でボランティアとして働き始める。1965年まで同社に編集者として勤務。その他、モントリオール、アムステルダム、バーゼルのユダヤ人向け新聞社や、ドルトムント、デュッセルドルフの一般紙で働く。1973年から1974年、『モードと住宅』誌の編集長。その後、12年間にわたりライン貯蓄銀行協会会長を務める。1986年に芸術・メディアのエージェンシーを設立。1991年からWDR（西ドイツ放送）の顧問委員。
1967年にデュッセルドルフのユダヤ人コミュニティの評議会員に就任。1978年に執行部会員、1984年から2002年まで議長を務めた。1989年にドイツ・ユダヤ人中央評議会指導部会に入り、1989年から2000年までドイツ・ユダヤ人福祉部会長。1993年からドイツ・ユダヤ人中央評議会執行部副議長。1995年にノルトライン＝ヴェストファーレン州のユダヤ人コミュニティの代表。2000年1月9日、イグナツ・ブービスの後任としてドイツ・ユダヤ人評議会議長に就任。議長として2003年1月にドイツ政府とユダヤ人中央評議会の間で結ばれた協約に調印。また、ドイツ国内に建設されたシナゴーグの開所式に初めてイスラエル大統領の参列を実現した。
1964年にギゼレ・シュパッツと結婚し、二女をもうけた。2006年3月、心臓発作を起こしたうえ肺炎を併発し、昏睡状態に陥った後、4月30日朝に死去。デュッセルドルフ北墓地に埋葬された。

## 表彰
- 1997年 - ドイツ連邦共和国功労勲章第一等十字章
- 2000年 - レジオンドヌール勲章（士官級）
- 2001年 - Christopher Street Day市民の勇気賞
- 2004年 - デュッセルドルフ大学名誉博士号

## 語録
- 「平和への叫びの背後には殺人者が隠れている」
- 「アプリオリに戦争反対を唱えてはならない。強制収容所はデモ行進ではなくソ連軍によって解放されたのだ」